# セイリング (ロッド・スチュワートの曲)
「セイリング」（原題：Sailing）は1972年のサザーランド・ブラザーズによるシングルレコード。ロッド・スチュワートがカバーし、1975年にシングルリリース。全英1位を獲得した。

## 概要
元々はThe Sutherland Brothersのキャビンとイアン兄弟デュオが1972年6月に発表した楽曲である。
1975年、ロッド・スチュワートがカバーし、全英シングルチャート1位となる。
Jリーグ・浦和レッズが勝利のときに歌う、We are Diamondsの原曲になっている。